# Новотроицкое сельское поселение (Мордовия)
Новотро́ицкое се́льское поселе́ние — муниципальное образование в Старошайговском районе Мордовии Российской Федерации.
Административный центр — село Новотроицкое.

## История
Статус и границы сельского поселения установлены Законом Республики Мордовия от 28 декабря 2004 года № 126-З «Об установлении границ муниципальных образований Старошайговского района, муниципального образования Старошайговский район и наделении их статусом сельского поселения и муниципального района»
Законом от 17 мая 2018 года № 48-З, Ингенер-Пятинское сельское поселение и сельсовет были упразднены, а входившие в их состав населённые пункты (село Ингенер-Пятина и деревни Верхняя Верченка и Нижняя Верченка) были включены в состав Новотроицкого сельского поселения и сельсовета с административным центром в селе Новотроицкое.

## Население
| 2002 | 2010 | 2012 | 2013 | 2014 | 2015 | 2016 |
| ---- | ---- | ---- | ---- | ---- | ---- | ---- |
| 502  | ↗518 | ↗524 | ↗530 | ↘512 | ↘504 | ↗513 |
| 2017 | 2018 | 2019 | 2020 | 2021 |      |      |
| ↘507 | ↗520 | ↗710 | ↘695 | ↗734 |      |      |

## Состав сельского поселения
| № | Населённый пункт | Тип населённого пункта       | Население |
| - | ---------------- | ---------------------------- | --------- |
| 1 | Верхняя Верченка | деревня                      | ↘10       |
| 2 | Ингенер-Пятина   | село                         | ↘249      |
| 3 | Нижняя Верченка  | деревня                      | ↘2        |
| 4 | Новая Обуховка   | деревня                      | ↘25       |
| 5 | Новотроицкое     | село, административный центр | ↗493      |